# Christa Castro
Christa Castro là một chính trị gia người Honduras. Bà đảm nhiệm vai trò Bộ trưởng Chiến lược Truyền thông và Chính phủ của Honduras.